# 密着118日!戦闘機パイロットへの道 ウイングマークにかける男たちの闘い
『密着118日!戦闘機パイロットへの道 ウイングマークにかける男たちの闘い』（みっちゃく118にち せんとうきパイロットへのみち ウイングマークにかけるおとこたちのたたかい）は、BSジャパンで2008年4月26日に放送されたドキュメント番組。

## 概要
航空自衛隊浜松基地に所属する2人の学生パイロットに密着。操縦士の証明である航空機搭乗員徽章（通称ウイングマーク）を得るために、厳しい訓練に取り組む姿を描く。
姉妹番組に「航空機ファン応答せよ！飛びたてパイロットたち」がある。

## 放送日
- 2008年4月26日21:00-22:55（初回放送）
- 2008年6月7日12：30-13：55（テレビ東京で放送）
- 2009年6月27日21:00-22:55（再放送）
- 2010年8月28日20:00-21:55
- 2011年1月15日20:00-21:55

## 出演
- 松村雄基（ナレーター）
- 繁田美貴（テレビ東京アナウンサー）

## 登場する航空機
- T-4 中等練習機
  - T-4 戦技研究仕様機（ブルーインパルス仕様機）
- F-15J/DJ 戦闘機
- F-2B 戦闘機
- UH-60J 救難ヘリコプター
- C-1 輸送機
- B-747-400 特別輸送機（政府専用機）
- T-7 初等練習機（姉妹番組「航空機ファン応答せよ!飛びたてパイロットたち」で登場）

## 取材協力
- 防衛省 航空幕僚監部 広報部
- 第2航空団
- 北部航空施設隊 第2作業隊
- 第6航空団
- 中部航空警戒管制団
- 航空救難団 小松救難隊
- 第2輸送航空隊
- 航空保安管制群 千歳管制隊
- 特別航空輸送隊
- 第1航空団
- 第4航空団
- 第11飛行教育団
- 航空医学実験隊
- 千歳基地
- 松島基地
- 入間基地
- 静浜基地
- 浜松基地
- 小松基地

## 制作スタッフ
- プロデューサー：山下和晴（テレビ東京）、恩田真弓（エルクハートプロモーション）
- 構成作家：山形りょうすけ、田中伊知郎
- 演出：白鳥秀明
- ディレクター：大谷利彦、武本修、堀だいすけ
- 編成：名淵朝晴（テレビ東京）